# جيريا (مقاطعة فراهان)
جيريا (بالفارسية: جیریا) هي قرية تقع في مركزي في إيران. يقدر عدد سكانها بـ 2,841 نسمة .